# Corps perdus (film)
Pour les articles homonymes, voir Corps perdus.
Pour plus de détails, voir Fiche technique et Distribution.
Corps perdus est un film franco-argentin d'Eduardo de Gregorio, sorti en 1990.

## Synopsis
En France, le marchand d'art Éric Desange se passionne pour les œuvres du défunt artiste peintre Juan Bax dont la cote ne cesse de monter. Il est sollicité pour aller expertiser à Buenos Aires une toile attribuée à cet artiste : les amants Laura et Carlos ont découvert le tableau dans leur grenier. Ils espèrent que sa vente leur permettra de transformer leur demeure en club de gymnastique. Éric découvre que la peinture dissimule celle d'une femme nue et a une étrange vision : il voit que Bax a exécuté autrefois la commande bizarre du riche protecteur de la cantatrice Letizia Fiume. L'amant de Letizia a en effet demandé à l'artiste de peindre celle-ci nue à son insu. Or Bax était follement amoureux de Letizia qui le dédaignait à cause d'une cicatrice qui le défigurait, mais il n'hésita pas à repeindre la toile à sa prière lorsqu'elle se découvrit nue en peinture. Il s'avère que Laura est la petite-fille de Letizia et que le tableau est doté de certains pouvoirs : il précipite Éric et Laura dans les bras l'un de l'autre, ce qui ne plaît pas du tout à Carlos et contraint Éric à regagner la France. Cependant, il ne pourra pas s'en aller, car le tableau jette ses derniers sortilèges. L'achèvement de la restauration de la peinture est fatal pour Éric : Laura le découvre sans vie au pied du tableau sur lequel on l'aperçoit à présent debout derrière Letizia dénudée, la mort l'a réincarné pour l'éternité en Juan Bax aux côtés de sa bien-aimée.

## Fiche technique
- Titre original : Corps perdus
- Titre argentin : Cuerpos perdidos
- Réalisation : Eduardo de Gregorio
- Scénario : Eduardo de Gregorio, José Pablo Feinmann, Roberto Scheuer, Suzanne Schiffman et Charles Tesson d'après son histoire
- Direction artistique : Emilio Basaldua
- Décors : Emilio Basaldua, Ramiro Cesio
- Costumes : Christian Dior, Dominique Morlotti, Mariana Polsky
- Photographie : Willi Behnisch, Maurice Giraud, José María Hermo, Patrick Thibaut
- Son : Bernard Aubouy, Dante Amoroso
- Montage : Nicole Lubtchansky, Cristiana Tullio-Altan
- Musique : Gustavo Beytelman
- Production : Anne Conand, Sylvette Desmeuzes-Balland, Valérie Vaugeois
- Sociétés de production : Jorge Estrada Mora Producciones (Argentine), DB Films (France), La Sept Cinéma (France), Les Films de l'Atalante (France), SGGC (Société Générale de Gestion Cinématographique, France)
- Sociétés de distribution : Les Films de l'Atalante (France), CQFD (France)
- Pays d’origine :  France,  Argentine
- Langues de tournage : français, espagnol
- Extérieurs : Buenos Aires (Argentine)
- Format : 35 mm — couleur (Cinecolor) — son Dolby Digital
- Genre : drame, fantastique
- Durée : 95 minutes
- Dates de sortie :  17 janvier 1990,  8 septembre 1994
- (fr) Classifications CNC : tous publics, Art et Essai (visa d'exploitation no 67873 délivré le 12 janvier 1990)

## Distribution
- Laura Morante : Laura Canetti/Letizia Fiume
- Tchéky Karyo : Éric Desange/Juan Bax
- Georges Claisse : Rafael Braun
- Gerardo Romano : Carlos Mateoli
- Maria Vaner : la mère
- Osvaldo Bonet : le libraire
- Lucrecia Capello : la dame de compagnie
- Sofia Viruboff : la prostituée

## Distinctions

### Récompenses
- MystFest 1990 : prix du meilleur acteur à Tchéky Karyo
- Asociación de Cronistas Cinematográficos de la Argentina 1995 : prix Condor d'argent du meilleur décor à Emilio Basaldua

### Nominations
- MystFest 1990 : Eduardo de Gregorio nommé pour le prix du meilleur film
- Asociación de Cronistas Cinematográficos de la Argentina 1995 : 
  - Laura Morante nommée pour le prix Condor d'argent de la meilleure actrice
  - Eduardo de Gregorio nommé pour le prix Condor d'argent du meilleur réalisateur
  - Eduardo de Gregorio, José Pablo Feinmann, Roberto Scheuer, Suzanne Schiffman et Charles Tesson nommés pour le prix Condor d'argent du meilleur scénario original